# Delmar (Wisconsin)
Delmar es un pueblo ubicado en el condado de Chippewa en el estado estadounidense de Wisconsin. En el Censo de 2010 tenía una población de 936 habitantes y una densidad poblacional de 8,49 personas por km².

## Geografía
Delmar se encuentra ubicado en las coordenadas 44°59′40″N 90°59′51″O / 44.99444, -90.99750. Según la Oficina del Censo de los Estados Unidos, Delmar tiene una superficie total de 110.26 km², de la cual 109.77 km² corresponden a tierra firme y (0.45%) 0.49 km² es agua.

## Demografía
Según el censo de 2010, había 936 personas residiendo en Delmar. La densidad de población era de 8,49 hab./km². De los 936 habitantes, Delmar estaba compuesto por el 97.97% blancos, el 0% eran afroamericanos, el 1.07% eran amerindios, el 0.85% eran asiáticos, el 0% eran isleños del Pacífico, el 0% eran de otras razas y el 0.11% pertenecían a dos o más razas. Del total de la población el 1.82% eran hispanos o latinos de cualquier raza.